# Pośrednik turystyczny
Treść tego artykułu należy opracować w taki sposób, aby nie uwypuklała nadmiernie polskiej specyfiki / aby nie zawężała się tylko do polskich warunków
 Po wyeliminowaniu niedoskonałości należy usunąć szablon {{Dopracować}} z tego artykułu.
Pośrednik turystyczny – przed 1 lipca 2018 r. przedsiębiorca, którego działalność polegała na wykonywaniu, na zlecenie klienta, czynności faktycznych i prawnych związanych z zawieraniem umów o świadczenie usług turystycznych. Zgodnie z ustawą w Polsce pośrednik turystyczny podlegał obowiązkowej rejestracji w lokalnie właściwym Rejestrze Organizatorów Turystyki i Pośredników Turystycznych prowadzonym przez Marszałka Województwa. Pośrednik turystyczny musiał również posiadać aktualną gwarancję ubezpieczeniową zabezpieczającą wpłaty klientów.
Ustawa o imprezach turystycznych i powiązanych usługach turystycznych, która weszła w życie 1 lipca 2018 r., nie wyróżnia działalności pośredników turystycznych, lecz przedsiębiorców ułatwiających nabywanie powiązanych usług turystycznych.